# Kumaragupta I
Kumaragupta I (sanskryt कुमारगुप्त प्रथम) – indyjski król z dynastii Guptów, syn Ćandragupty II. Sprawował rządy przez około 40 lat, od ok. 414 do 455 roku. W czasie swego panowania utrzymał zdobycze swego ojca, któremu wystawił żelazną kolumnę w Delhi o wysokości ponad 7 metrów i wadze 6 ton. Niewyjaśnioną zagadką pozostaje fakt, że na kolumnie brak jest śladów korozji. Pod koniec panowania toczył walki z Heftalitami („Białymi Hunami”). Dopiero jednak jego syn i następca Skandagupta zadał im klęskę w 455 roku.